# Arte elamita

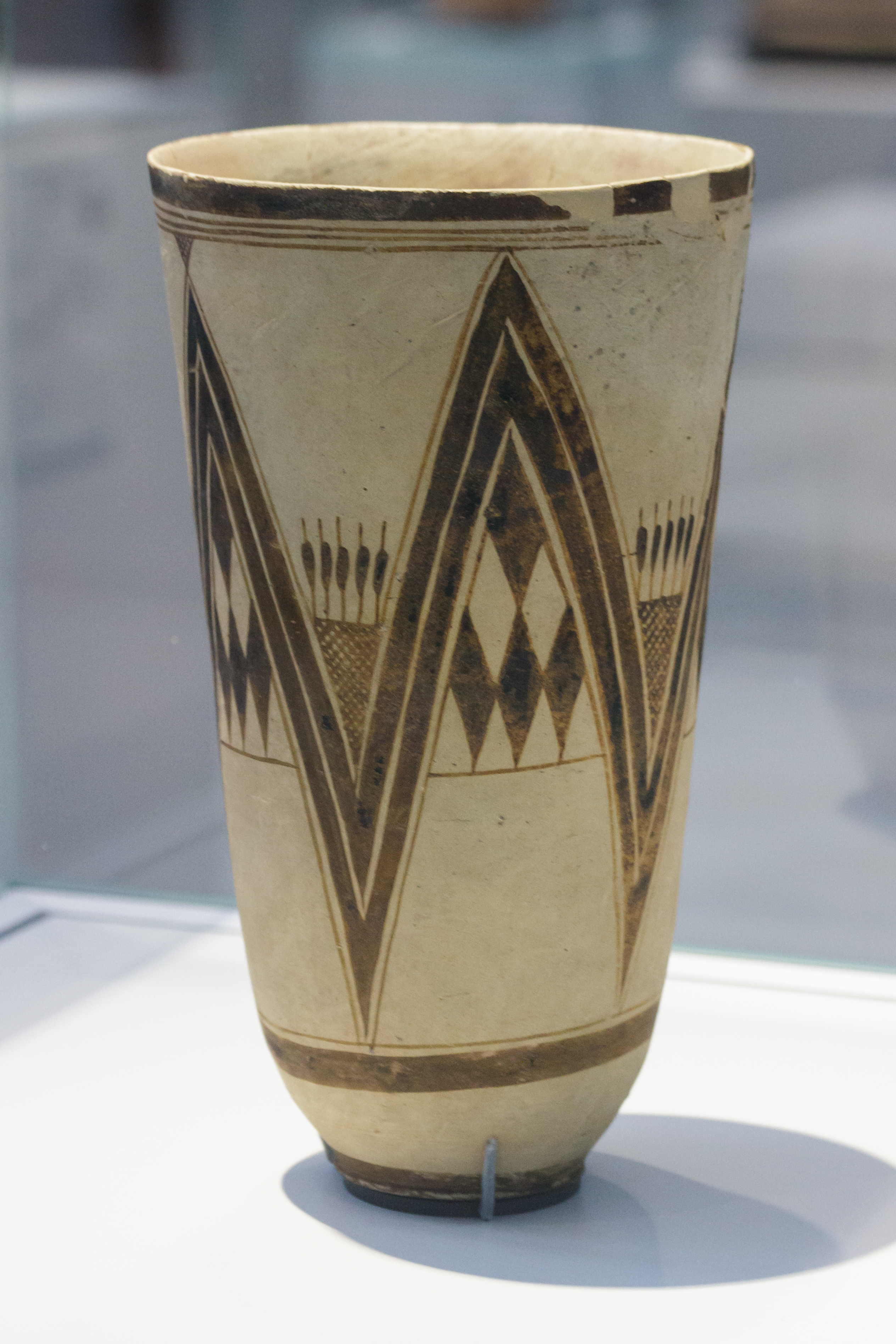
Recipiente protoelamita con decoración geométrica de líneas quebradas, dameros y cuadrículas. Acrópolis de Susa. (Ca. 4000-3500 a. C.) - Museo del Louvre

El arte elamita se refiere a la tradición artística distintiva que floreció en la antigua civilización de Elam, ubicada en la actual región suroccidental de Irán, específicamente en la región de Juzestán, desde aproximadamente 3200 hasta 539 a. C. Notable por su intrincada artesanía y rico simbolismo, el arte elamita abarca una variedad de medios, incluidos la escultura, la orfebrería y la cerámica, reflejando la complejidad de sus interacciones culturales, especialmente con la vecina Mesopotamia. La expresión artística elamita se caracteriza por una combinación única de estilos locales e influencias externas, dando lugar a un lenguaje visual particular.  Además, el arte elamita influyó en culturas posteriores, como la persa, lo que demuestra su relevancia duradera en la historia del arte.

## Periodización del arte elamita

### Arte protoelamita (c. 3200 – c. 2700 a.C.)
El período protoelamita marca el surgimiento de la civilización elamita, con asentamientos tempranos concentrados en las fértiles llanuras de Juzestán y las montañas Zagros. Durante esta etapa, se formaron protoestados como Anshan y Shimashki, los cuales se unieron para defenderse de las invasiones de los sumerios. El arte de este período se caracteriza por el uso de la escritura protoelamita y el uso de la escultura y la glíptica, desarrollando un estilo propio con una fuerte presencia de motivos animales y simbólicos. Las representaciones en esculturas y sellos incluyen leones, toros, cabras y jabalíes, así como escenas protagonizadas por animales o criaturas mitológicas. En términos generales, el arte protoelamita pone énfasis en la expresión del individualismo.

### Arte elamita antiguo (c. 2700–1600 a.C.)
Durante el período elamita antiguo, Elam se consolidó como un reino centralizado y la producción artística floreció junto con su estabilidad política. Esta época se caracteriza por sus interacciones con las ciudades-estado mesopotámicas, particularmente Ur y Akkad, lo que dio lugar tanto a intercambios culturales como a conflictos. El arte de este período incluye cerámica intrincada, metalurgia y arquitectura monumental, con contribuciones significativas a las artes visuales, como los relieves del templo de Inshushinak en Susa, que representan rituales religiosos con gran detalle. Utilización del betún en la creación de esculturas y objetos decorativos (cuencos ornamentales, vasijas y otras piezas) destacando la técnica de modelado y el acabado pulido.

### Arte elamita medio (c. 1600–1100 a.C.).

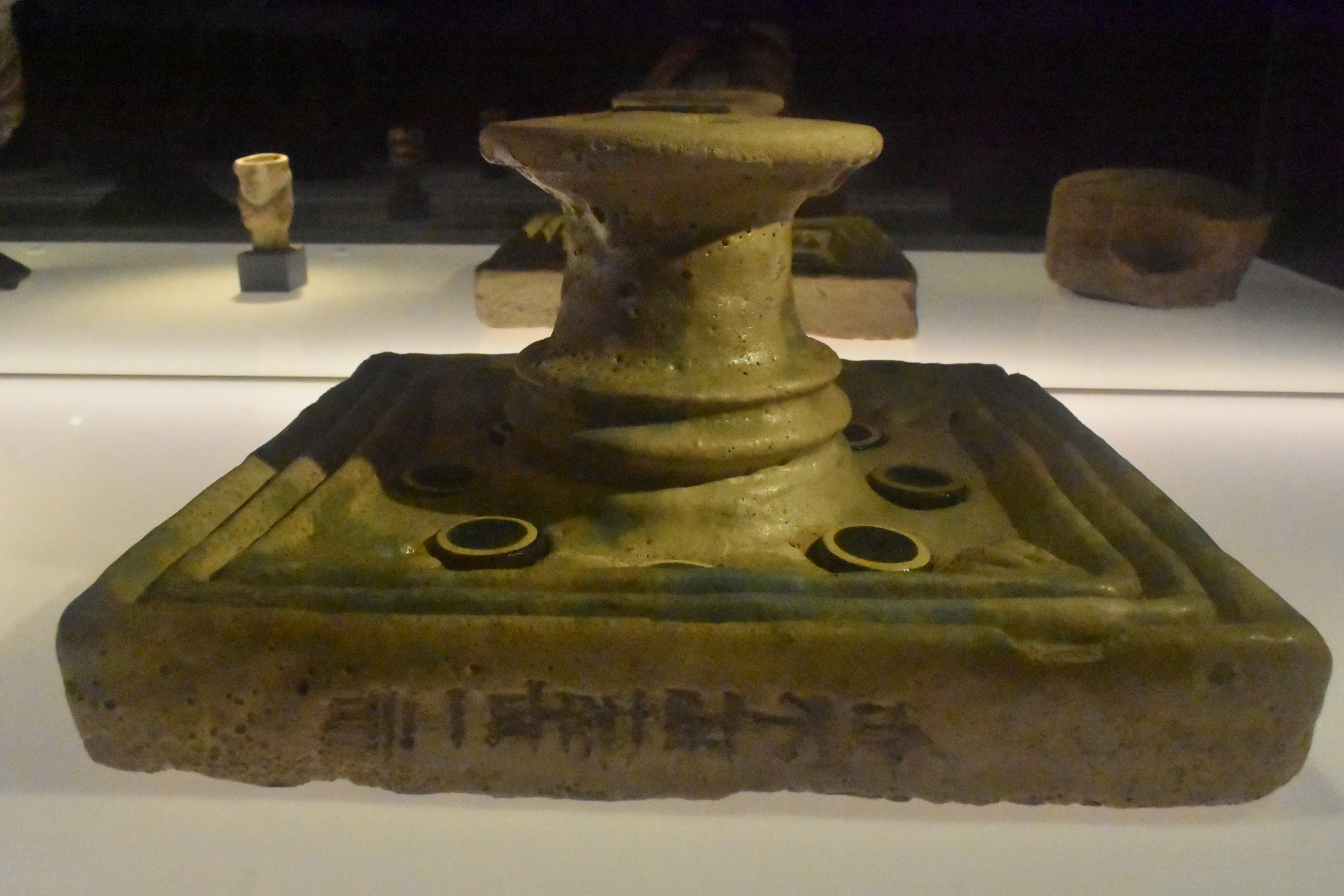
Azulejo con inscripción sagrada cuneiforme del período elamita medio. Ca. 1340-1300 a. C. Procedencia: Choga Zanbil, Irán.

Este periodo marca un florecimiento del arte elamita, con un mayor énfasis en la monumentalidad y la representación del poder real y de los motivos religiosos. Durante esta época, se construyeron grandes complejos arquitectónicos, como el templo de Inshushinak en Susa, que incluía relieves y esculturas dedicadas a las deidades elamitas. En este periodo se usaron materiales vítreos por primera vez para decorar las paredes de edificios prestigiosos. La escultura en bronce también alcanzó un alto nivel de sofisticación, como lo demuestra la estatua de la reina Napir-Asu, una obra maestra que combina técnicas avanzadas de fundición con un diseño elegante y detallado. Las estatuas de oferentes, elaboradas en diversos materiales como loza y piedra, son un tipo de arte común en este período.Utilización de ladrillos modelados con representaciones de figuras divinas y motivos geométricos en la decoración arquitectónica. Estos ladrillos eran un recurso arquitectónico y ornamental común en Elam durante el segundo milenio. Este periodo también se caracteriza por la producción de joyería y objetos de lujo, que reflejan la riqueza y el estatus de la élite elamita. Con respecto a épocas anteriores se observa una fuerte disminución en el número y la variedad de los tipos de cerámica fabricados después de mediados del segundo milenio a. C. Los sellos cilíndricos de este período representan escenas de rituales y divinidades, con el Árbol de la Vida como un motivo recurrente.

### Arte neoelamita  (c. 1100–539 a.C.).
El arte neoelamita se caracteriza por una rica fusión de influencias que reflejan el contexto histórico y cultural de la época. Tras la destrucción de Susa por Asurbanipal en el 647/646 a. C., el arte neoelamita experimentó un renacimiento cultural. A pesar de la pérdida de poder político, la cultura elamita perduró y se integró progresivamente con la persa. Esta síntesis cultural se manifiesta en la glíptica, la escultura y los objetos de lujo de la época, donde la combinación de elementos locales, mesopotámicos y persas dio lugar a un estilo artístico único. Esta fusión no solo definió la identidad visual del periodo, sino que también influyó en la evolución posterior del arte persa.

## Características generales del arte elamita

### Estilo y técnicas artísticas
La ubicación geográfia dual de Elam que incluía tanto las llanuras aluviales de las tierras bajas como la orografía montañosa del Zagros jugó un papel crucial en la configuración de sus expresiones artísticas tanto en su faceta material como en su identidad cultural mixta. El arte elamita fue influenciado por las culturas vecinas, incluyendo la mesopotámica, asiria y persa, pero siempre manteniendo elementos autóctonos. El entorno natural era una fuente de inspiración importante para los artistas elamitas. Se representaban numerosos animales y plantas en diferentes formas artísticas.El arte elamita cumplía diversas funciones, desde la decoración y la expresión religiosa hasta la comunicación de mensajes políticos e ideológicos.

### Materiales utilizados

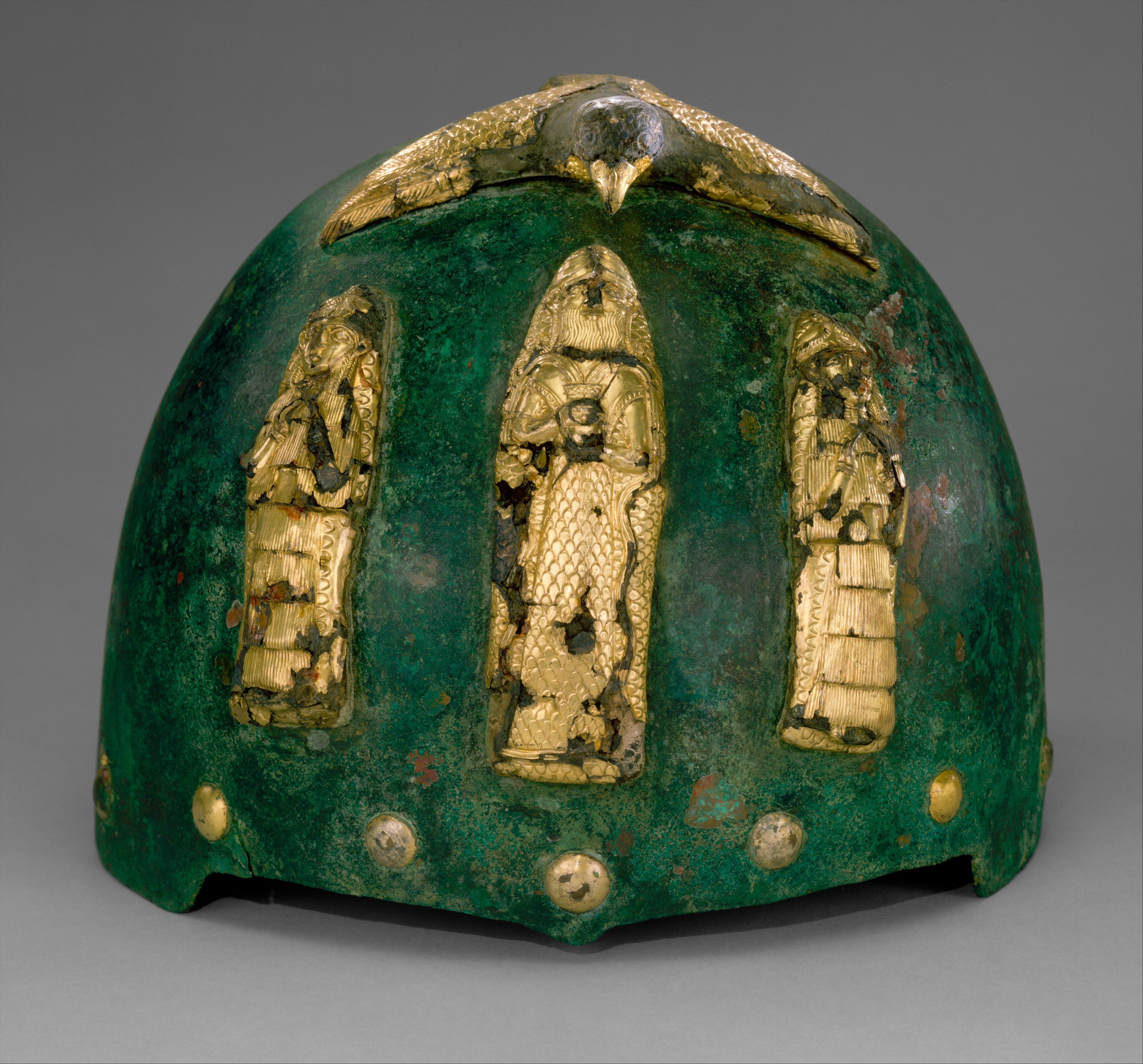
Casco con figuras divinas debajo de un ave con alas extendidas.

El arte elamita se distingue por la diversidad de materiales empleados, influenciada por la disponibilidad de recursos en la región. La arcilla fue fundamental en la creación de cerámica, esculturas, tabletas y ladrillos.La piedra, en variedades como alabastro y caliza, se usó para esculturas y sellos, mientras que el betún, fácil de tallar, permitió la fabricación de pequeñas esculturas y placas.Los elamitas también destacaron en la metalurgia, trabajando con cobre, bronce, oro, plata, plomo e incluso hierro. Además, emplearon materiales vítreos como fayenza, vidrio y terracota vidriada,así como hueso y marfil, utilizados en esculturas, alfileres decorativos, cajas y otros utensilios.

### Temáticas recurrentes
El arte elamita abarcó una amplia variedad de temas y representaciones, reflejando tanto la vida cotidiana como aspectos simbólicos y religiosos. Los animales, representados en diversos estilos y comportamientos, incluyen leones, toros, cabras, peces y aves, apareciendo en ocasiones con actitudes antropomorfizadas, ya sea de forma seria o paródica, además de ser utilizados con significados simbólicos. Las escenas de la vida cotidiana retratan actividades como la caza, la agricultura, la ganadería, la cosecha, la elaboración de pan y la producción textil. La realeza elamita se representaba en esculturas y relieves, destacando a los monarcas en contextos rituales o de batalla. Los motivos geométricos eran comunes, dispuestos en secuencias repetitivas y formulaicas, mientras que las imágenes religiosas incluían diversas deidades y escenas rituales. Finalmente, el énfasis en el entorno natural es una característica distintiva del arte elamita, evidenciando su estrecha relación con el paisaje y sus elementos.

### Iconografía y simbolismo
El arte elamita se caracteriza por una combinación de influencias culturales, simbolismo religioso y político, y una capacidad distintiva para integrar animales y figuras humanas en complejas narrativas visuales.

#### Símbolos de poder y autoridad en el contexto religioso

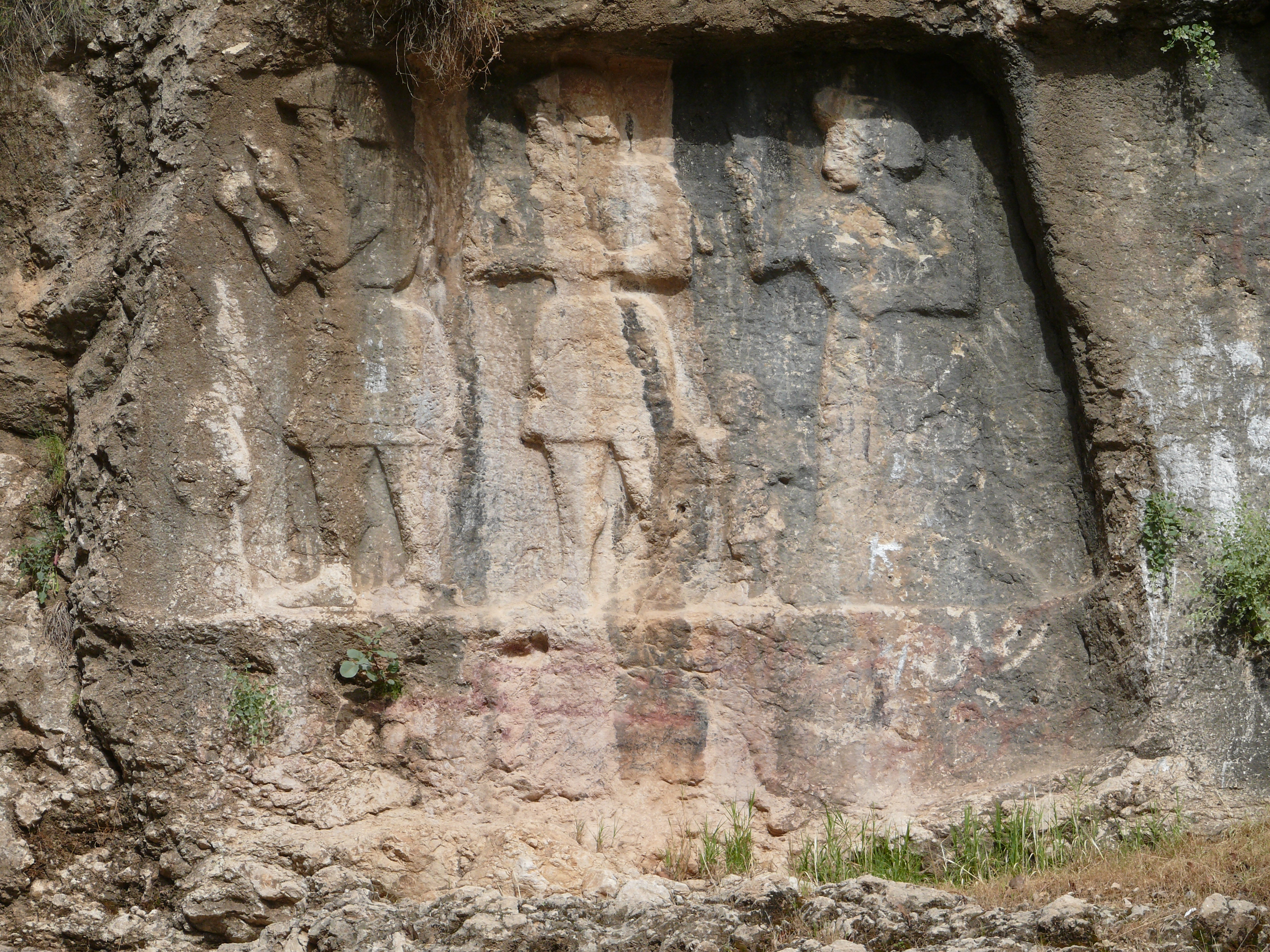
Relieve rupestre elamita conocido como Eshkaft-e Salman I, que representa una ceremonia religiosa presidida por Shutruru, dignatario del rey Hanni, en Eshkaft-e Salman, provincia de Juzestán, Irán

En el contexto religioso elamita, diversos elementos simbolizaban la divinidad y el poder sagrado. Los tocados con cuernos eran distintivos de las deidades, representando su autoridad y carácter divino. Los tronos de serpientes, donde las deidades solían ser representadas, sugerían el papel protector de la serpiente y su capacidad de habitar tanto el mundo físico como el metafísico. Asimismo, animales como leones y toros acompañaban a las divinidades, simbolizando la fuerza y el dominio sobre la naturaleza. Finalmente, objetos rituales como hachas, dagas y martillos ceremoniales poseían un profundo significado simbólico, representando la conexión con lo divino y la autoridad sagrada.

#### Símbolos de poder y autoridad en el contexto político y real
Las armas, los relieves monumentales, los sellos y la vestimenta fueron símbolos clave de poder en el ámbito real y político elamita. El arco, en especial aquel con terminales en forma de cabeza de pato, se asociaba a la realeza y al poder militar. Los relieves monumentales en santuarios al aire libre y los palacios reflejaban la capacidad del rey para gestionar recursos y emprender grandes proyectos, reafirmando su autoridad política. Los sellos reales, por su parte, se utilizaban para consolidar la dinastía y la unidad del reino. Finalmente, la vestimenta desempeñaba un papel crucial en la representación del estatus, con reyes y miembros de la élite ataviados con túnicas de pliegues, mangas amplias y adornos de rosetas.

#### Representación de mujeres

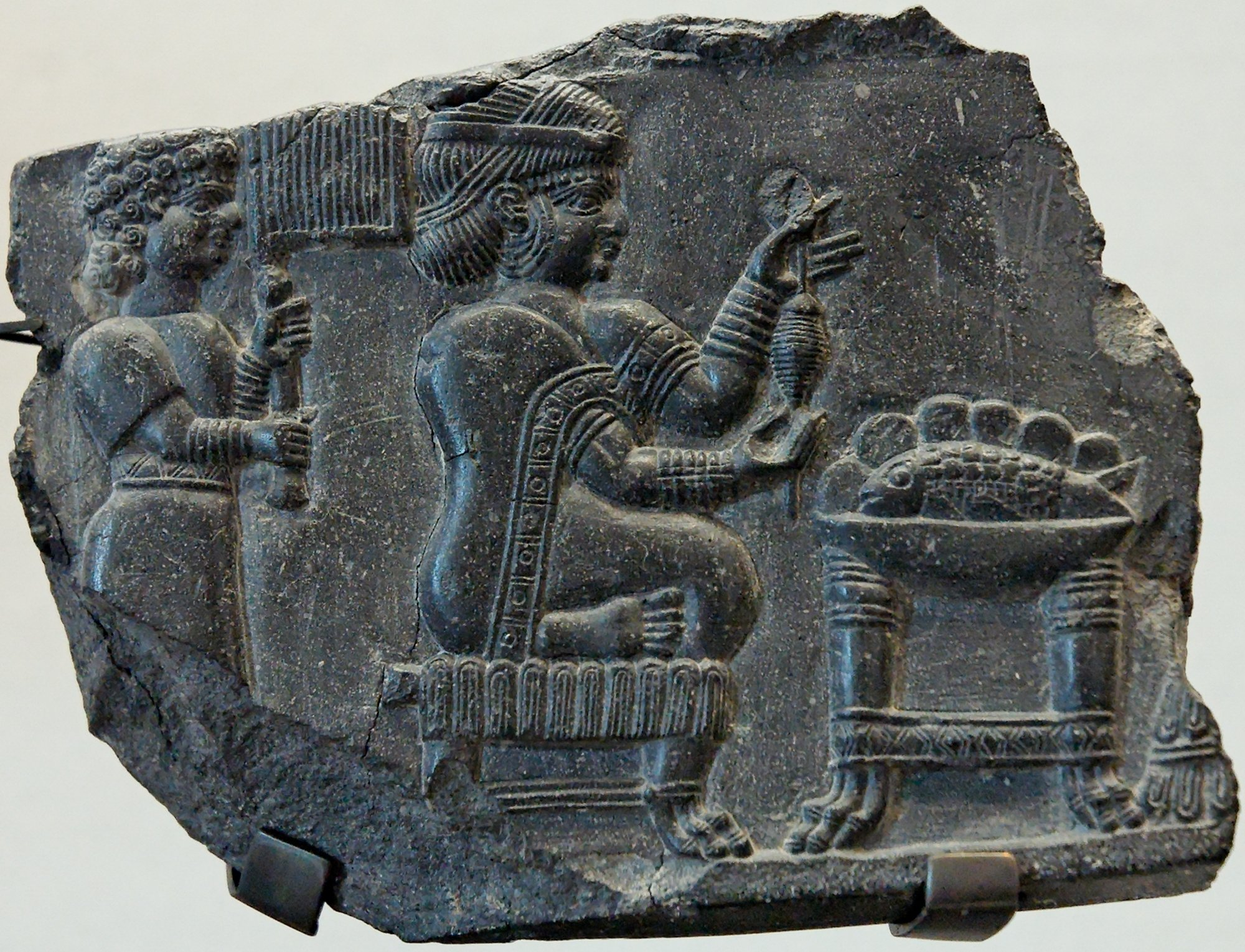
Joven hilando y sirviente sosteniendo un abanico. Fragmento de un relieve conocido como "La hilandera". período neo-elamita (Ca. 900 - 600 a. C.). Museo del Louvre

A diferencia de otras culturas contemporáneas como Mesopotamia, la centralidad de las mujeres en la cultura elamita se manifiesta en su destacada presencia en el arte religioso y secular, donde son representadas como diosas con atributos de poder, sacerdotisas o mujeres devotas en actitud de adoración. Numerosas figurillas femeninas, tanto desnudas como vestidas, han sido halladas en diversos contextos, incluidos templos y tumbas, algunas de ellas en escenas de lactancia, lo que sugiere un vínculo con el simbolismo de la maternidad y la adopción real. Además, las reinas, como Napir-Asu, son representadas con gran lujo y detalle, luciendo vestimentas elaboradas y joyas, mientras que en el ámbito doméstico se encuentran representaciones de hilanderas, reflejando su papel en la vida cotidiana.

#### Animales sagrados y símbolos naturales
En el arte elamita, los animales no solo tenían un valor estético, sino que también transmitían significados simbólicos profundos, era una forma sofisticada de comunicación que transmitía valores religiosos, políticos y culturales. Más que meros adornos, estos elementos visuales actuaban como vehículos de significado, reforzando la identidad cultural de la sociedad elamita. Los leones representaban la realeza, el poder y la fuerza, apareciendo en relieves, estatuas y sellos como guardianes de templos y palacios. De manera similar, el toro simbolizaba la fuerza, el poder y la fertilidad, con una presencia destacada en contextos religiosos y reales. Las cabras, especialmente el íbice, también formaban parte de la jerarquía simbólica, aunque en un nivel inferior, siendo recurrentes en la iconografía y la arquitectura elamita. Otros animales tenían funciones protectoras y vinculadas a la fertilidad. Las serpientes simbolizaban la protección, la creación y la vida, mientras que los peces estaban asociados tanto con la nutrición como con lo sagrado, reflejando la relación entre los elamitas y lo divino. Los elementos naturales también poseían un fuerte simbolismo. Los árboles y plantas representaban la vida, la regeneración y la conexión con lo sagrado, mientras que la presencia de agua en las representaciones podía estar relacionada con rituales de purificación.

#### Motivos geométricos y abstractos
El arte elamita incorporaba motivos geométricos y abstractos con un fuerte simbolismo tanto decorativo como conceptual. Diseños como espirales, círculos y líneas entrelazadas aparecían en cerámica, sellos cilíndricos, objetos metálicos, arquitectura y textiles, representando ideas como la eternidad y el orden cósmico. Estos patrones no eran meros adornos, sino un lenguaje visual que transmitía significados religiosos, sociales y culturales, cuya interpretación variaba según el período y el contexto. La combinación de formas geométricas y naturalistas en una misma composición reflejaba una cosmovisión integradora, donde lo racional y lo emocional coexistían en la experiencia humana. Asimismo, algunos de estos diseños podrían estar vinculados a técnicas artesanales como el tejido y la cestería, así como a elementos del entorno natural, evidenciando la relación entre arte, materialidad y simbolismo en la cultura elamita.

#### Función del simbolismo en el arte elamita
El arte elamita cumplía diversas funciones, desde expresar creencias religiosas hasta consolidar el poder político y social. Sus representaciones de deidades y rituales fortalecían el vínculo con lo divino, mientras que las imágenes de gobernantes y símbolos de autoridad legitimaban el orden estatal. Además, los motivos animales y naturales reflejaban su relación con el entorno y su visión del mundo. Como manifestación clave de su identidad cultural, el arte elamita se distinguía por la estilización de figuras humanas y animales, así como por la representación de animales con actitudes humanas. También documentaba rituales y ceremonias a través de sellos, relieves y modelos tridimensionales, destacando escenas de libaciones, sacrificios y purificaciones. La iconografía de sacerdotes realizando ritos, a menudo desnudos, subrayaba la importancia del culto en la vida elamita. Más que una expresión estática de ideología, el arte elamita era un espacio de negociación simbólica. Sus imágenes transmitían mensajes complejos y abiertos a interpretación, permitiendo a quienes las observaban sentirse parte de ese discurso visual y cultural.

## Arquitectura
La arquitectura elamita es uno de los aspectos más destacados de esta civilización, caracterizada por su monumentalidad, su ingeniería avanzada y su rica decoración. Los elamitas construyeron templos, palacios, zigurats y complejos urbanos que reflejaban su poder político, religioso y cultural.  La arquitectura elamita empleaba principalmente ladrillos de barro y evolucionó hacia el uso de materiales vítreos, reflejando una diversidad arquitectónica influida tanto por la geografía como por las tendencias internacionales de la época. La decoración era rica y variada, destacando tanto por sus técnicas como por su simbolismo.

### Construcciones monumentales

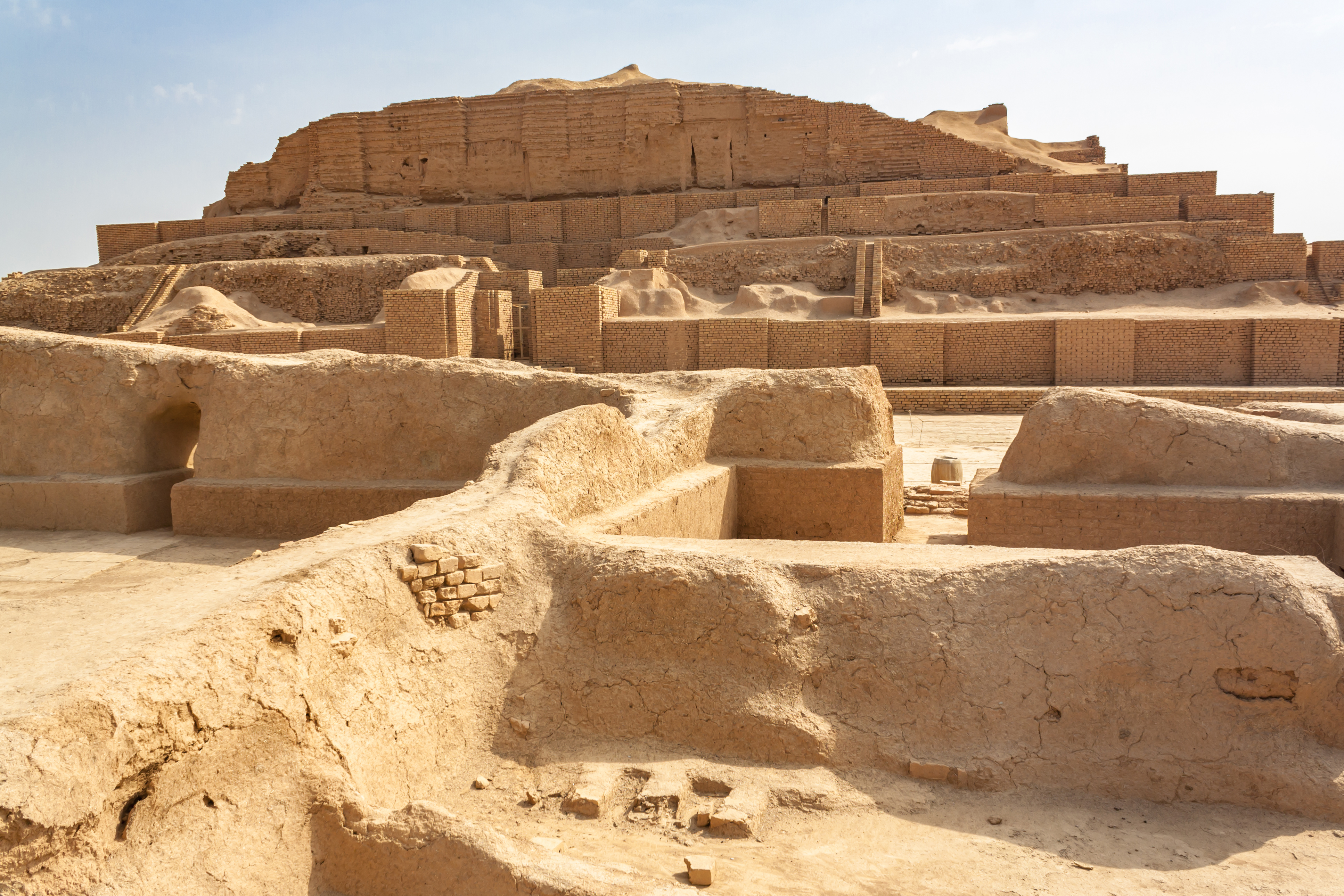
Complejo elamita de Choga Zanbil

Los elamitas construyeron grandes complejos arquitectónicos que combinaban terrazas altas y complejos funerarios. Las construcciones más comunes se realizaban con ladrillos de barro, aunque para edificios importantes se usaba también ladrillo cocido. En Choga Zanbil, el rey Untash-Napirisha construyó una vasta ciudad sagrada con un zigurat como elemento central. Esta ciudad marca un hito en la historia de la arquitectura monumental de ladrillo de barro. En Susa, la alta terraza erigida en la acrópolis es un ejemplo de construcción monumental, donde se emplearon diferentes tipos de decoración para las paredes exteriores e interiores.

### Templos y palacios
Los templos elamitas eran espacios donde se adoraban a los dioses, y podían ser tanto edificios monumentales como santuarios al aire libre. Los templos se representaban en los sellos cilíndricos del tercer milenio como estructuras rectangulares asentadas sobre una terraza, con fachadas marcadas por nichos. En Choga Zanbil, se conocen varios templos por su nombre, aunque su significado exacto es desconocido.
Respecto a los palacios, como el de Susa, a menudo tenían fachadas esculpidas y estaban decorados con pinturas, dorados, y otros materiales como oro, plata y lapislázuli. Los palacios reales neoelamitas presentaban elementos de diseño como frisos, paneles y clavos decorativos. En Kabnak, se han descubierto grandes complejos arquitectónicos que combinaban dos terrazas altas y un complejo funerario, la mayoría de construcciones estaban hechas de ladrillo de barro. En algunos palacios se han encontrado talleres dedicados a la producción artística y artesanal especializada, así como escuelas de escribas.

### Técnicas y materiales de construcción
Los elamitas utilizaban principalmente ladrillos de barro, pero también empleaban ladrillos cocidos para estructuras importantes. El yeso se usaba para cubrir pavimentos y encalar paredes y techos. El betún se utilizaba para revestir cuencas y canales de agua.

### Decoración Arquitectónica

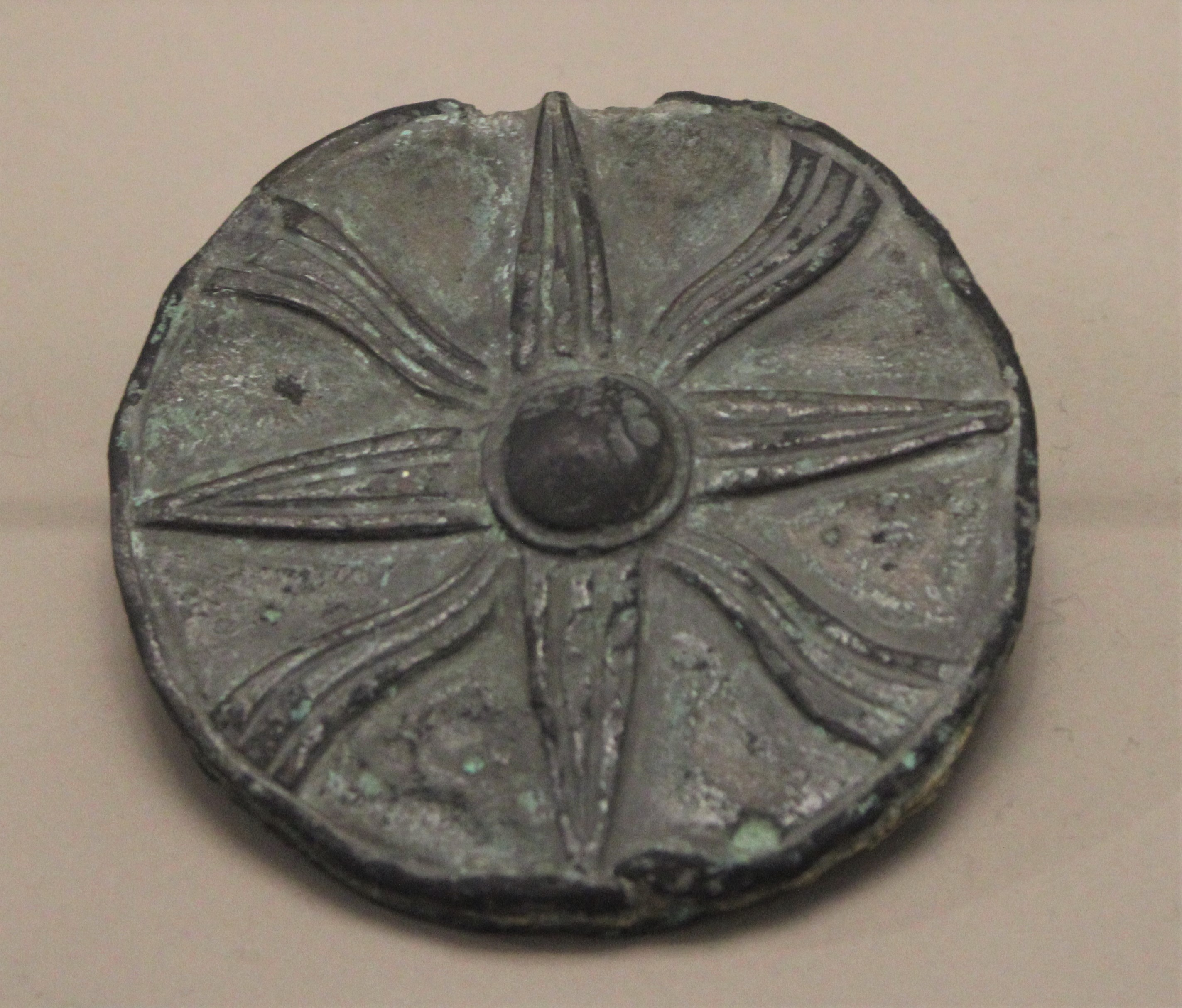
Medallón de bronce decorado con una estrella central en relieve. Templo de Inshushinak (Susa), (Ca. 1500-1100 a. C.).

Las paredes de los edificios elamitas se decoraban con diversas técnicas, como el uso de clavijas de arcilla pintadas, estuco grabado con patrones geométricos y, posteriormente, materiales vítreos. Estos elementos permitían la creación de acroteras, placas con protuberancias, clavijas ornamentales, prótomos figurativos y ladrillos silíceos. La característica más distintiva de esta decoración era el empleo innovador de materiales vítreos y terracota vidriada.

## Escultura
La escultura elamita se distingue por la diversidad de materiales, estilos y temáticas, reflejando la interacción cultural con Mesopotamia y la influencia del entorno geográfico de Elam. Su producción abarca tanto monumentos patrocinados por la élite como un extenso conjunto de arte popular en terracota. Los artistas elamitas emplearon una variedad de materiales, entre ellos arcilla, piedra, betún, metal y loza. La arcilla era común en esculturas de menor tamaño, mientras que la piedra y el metal se destinaban a obras monumentales. El betún, por su parte, se utilizó especialmente para esculturas pequeñas.
En cuanto a los estilos, la escultura elamita oscila entre la abstracción estilizada de formas humanas y animales y un naturalismo más detallado, perceptible en representaciones de leones y en trabajos en metal, donde los elamitas sobresalieron. Los temas escultóricos incluyen tanto figuras humanas —como deidades, gobernantes, adoradores y mujeres— como representaciones de animales, ya sean naturales o híbridas. También son recurrentes las escenas mitológicas y de la vida cotidiana. La presencia de esculturas en tumbas y contextos funerarios sugiere su papel en las creencias sobre la vida después de la muerte.

Esculturas elamitas
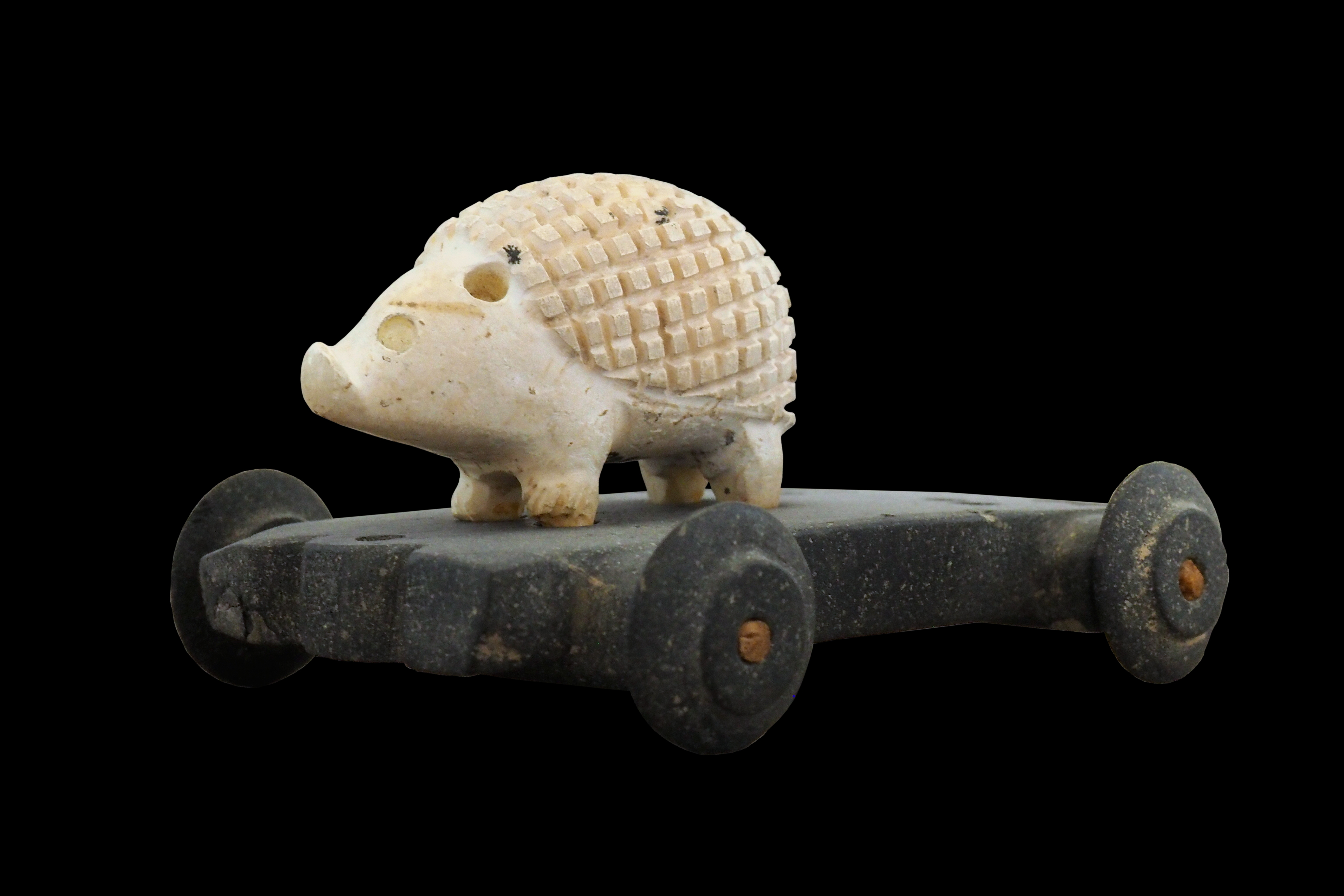
Erizo sobre ruedas
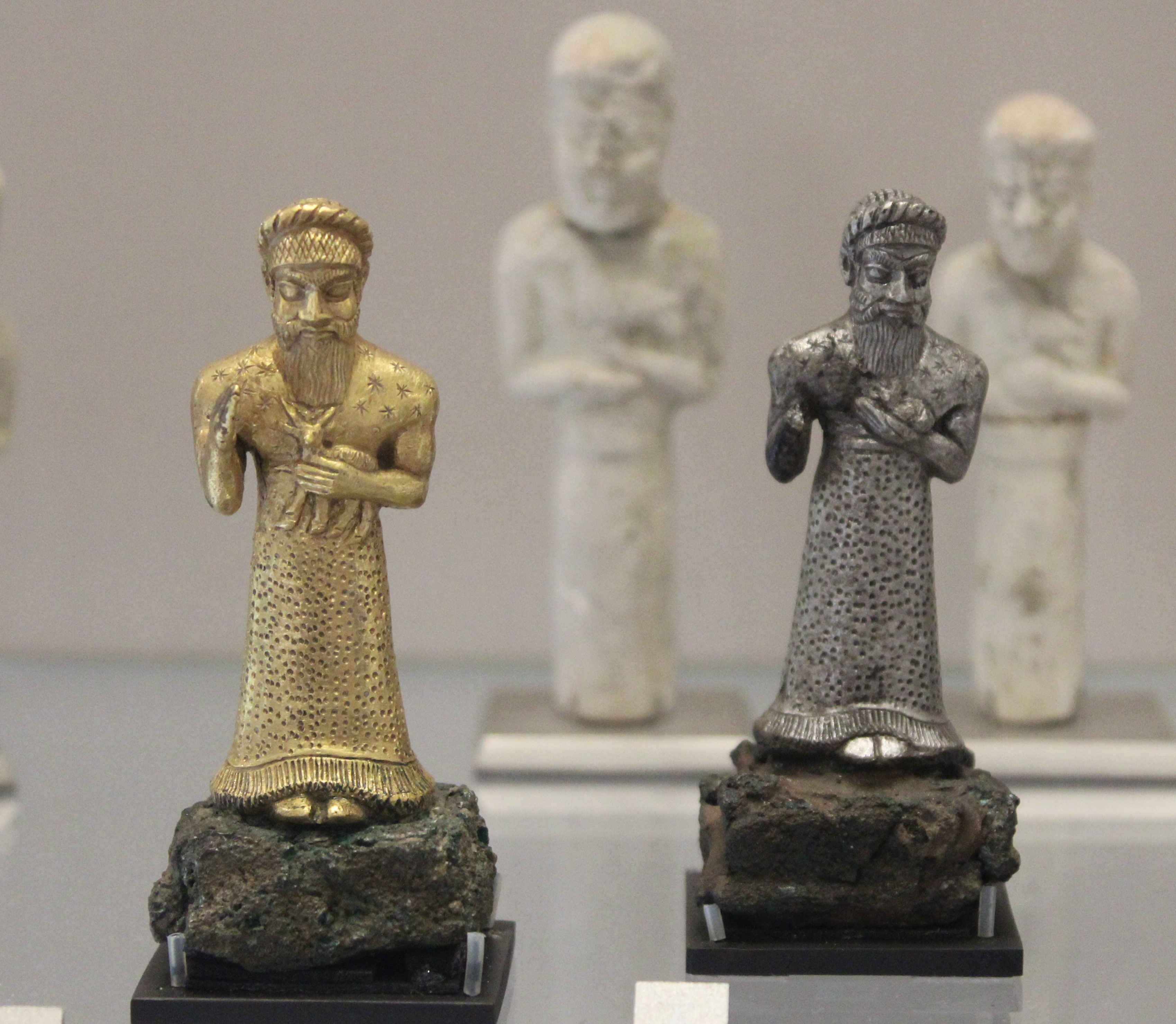
Estatuillas de oro y plata.
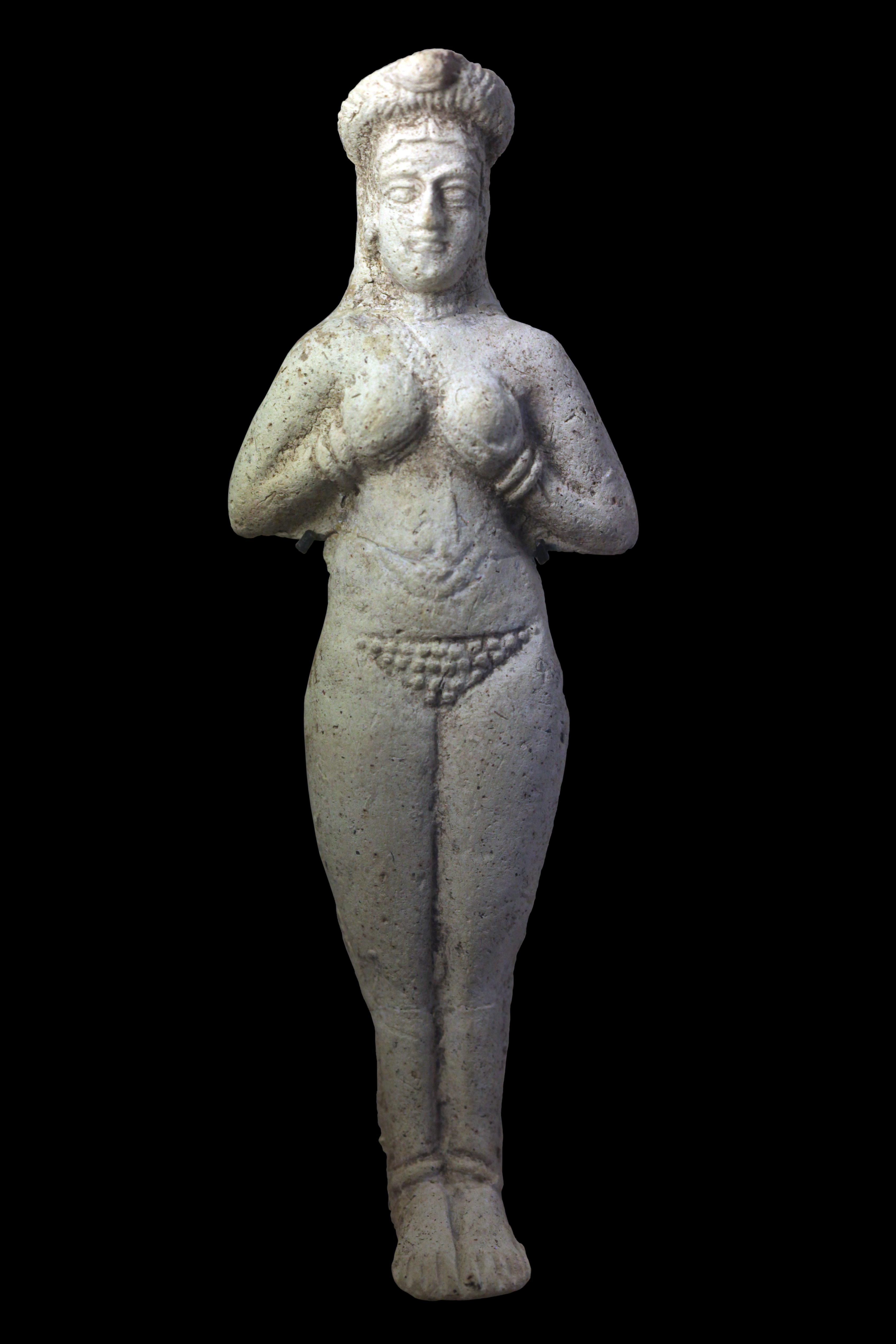
Mujer desnuda.

## Relieves en piedra

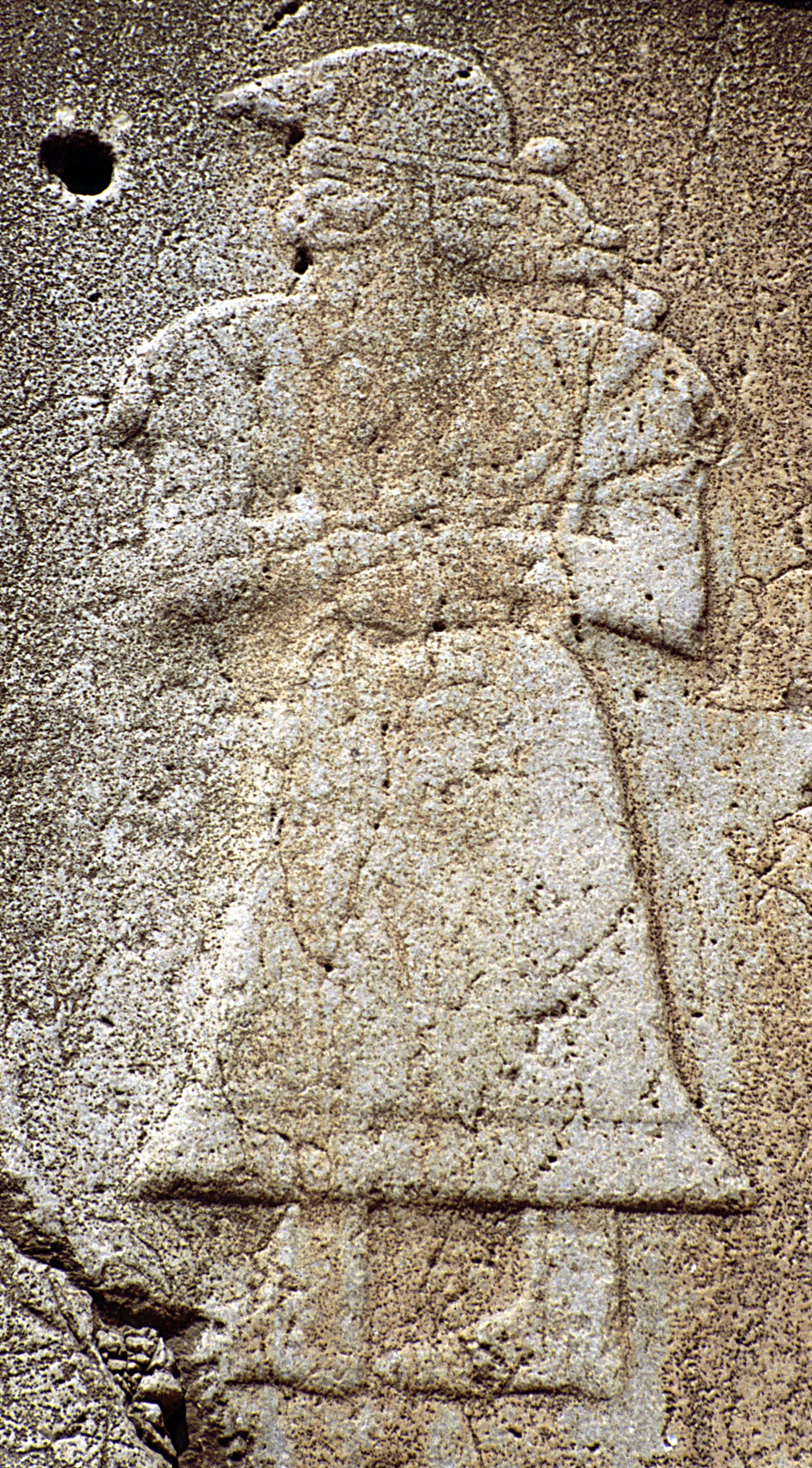
Naqsh-e Rustam: Relieve elamita, siglo XVII a. C.

Los relieves elamitas representaban escenas religiosas, rituales y de poder, incluyendo figuras de dioses, diosas, reyes y reinas, así como procesiones, sacrificios y banquetes. También incorporaban animales, tanto reales como fantásticos, como leones, toros, íbices, grifos y serpientes, reflejando su profundo simbolismo. El estilo de estos relieves evolucionó con el tiempo: en el período Protoelamita, predominaban representaciones esquemáticas y geométricas, mientras que en el Medio Elamita se observó un mayor naturalismo, con detalles en los cuerpos, músculos marcados y especial atención al cabello y vestimentas. En el Neoelamita, la influencia del arte asirio se hizo evidente, con figuras más estilizadas y composiciones más complejas.
Los relieves se realizaban principalmente en piedra caliza y diorita, aunque también se empleaba betún para detalles y soportes. Las técnicas variaban desde incisiones geométricas en sellos hasta figuras en alto y bajo relieve con un notable grado de elaboración.Estos relieves decoraban templos, palacios y santuarios al aire libre, con ejemplos monumentales en las montañas de Zagros, como en Kul-e Farah, Eshkaft-e Salman, Kurangun y Naqsh-e Rustam. Más allá de su valor artístico, cumplían diversas funciones: conmemorar eventos importantes, glorificar a los dioses y a los reyes, proteger lugares sagrados y servir como un medio de comunicación visual, transmitiendo mensajes ideológicos y religiosos a la sociedad elamita.

## Cerámica
La cerámica elamita evolucionó a lo largo de distintos períodos, reflejando tanto influencias locales como foráneas en su desarrollo técnico y estilístico. Durante el periodo Susa I (ca. 4200–3800 a. C.), las piezas se distinguían por la delicadeza de sus paredes, con un grosor de entre 2 y 7 mm, y estaban elaboradas con arcilla amarillenta-marrón de origen local. Se emplearon dos técnicas principales en su fabricación: la construcción secuencial de losas, basada en el apilamiento de trozos de arcilla preformados, y el uso del tournette, una superficie giratoria que permitía modelar gradualmente la forma del recipiente y reducir su grosor, aunque no se aplicaba a todas las vasijas. La decoración de estos objetos incluía pinturas en tonos rojizos y detalles incrustados con pasta blanca, representando motivos geométricos, tipos zoomorfos así como elementos paisajísticos como palmeras y embarcaciones.
Más allá de la cerámica tradicional, los elamitas destacaron en la producción de materiales vítreos, como fayenza, vidrio y terracota vidriada, utilizados en esculturas, joyería y decoración arquitectónica. Su dominio en esta industria se refleja en el desarrollo de términos específicos en la lengua elamita para describir distintas técnicas de vidriado. También se fabricaron figurillas de terracota mediante moldes, lo que permitió la reproducción en serie de piezas con ligeras variaciones en rasgos faciales y ornamentación. Además, se elaboraban vasijas de alabastro, tanto con yeso blanco local como con alabastro importado de vetas blancas y amarillas. Por otro lado, la arcilla roja fina se empleaba en la creación de cabezas y máscaras, a las que se añadía aceite o betún para lograr una textura más suave y plástica, demostrando la versatilidad y sofisticación de la producción cerámica elamita.

Piezas de cerámica elamita
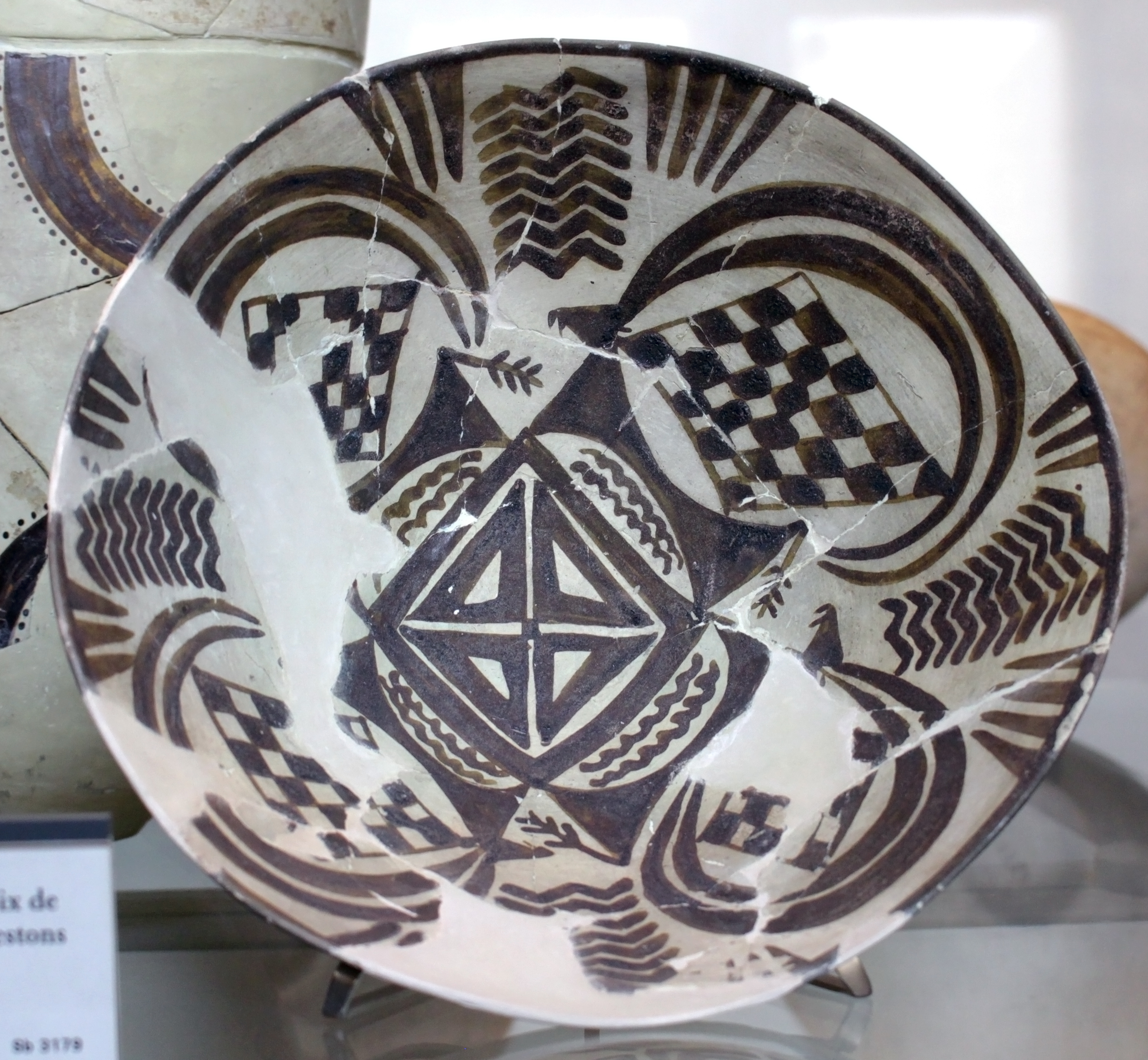
Plato con decoración geométrica y cuatro íbices.
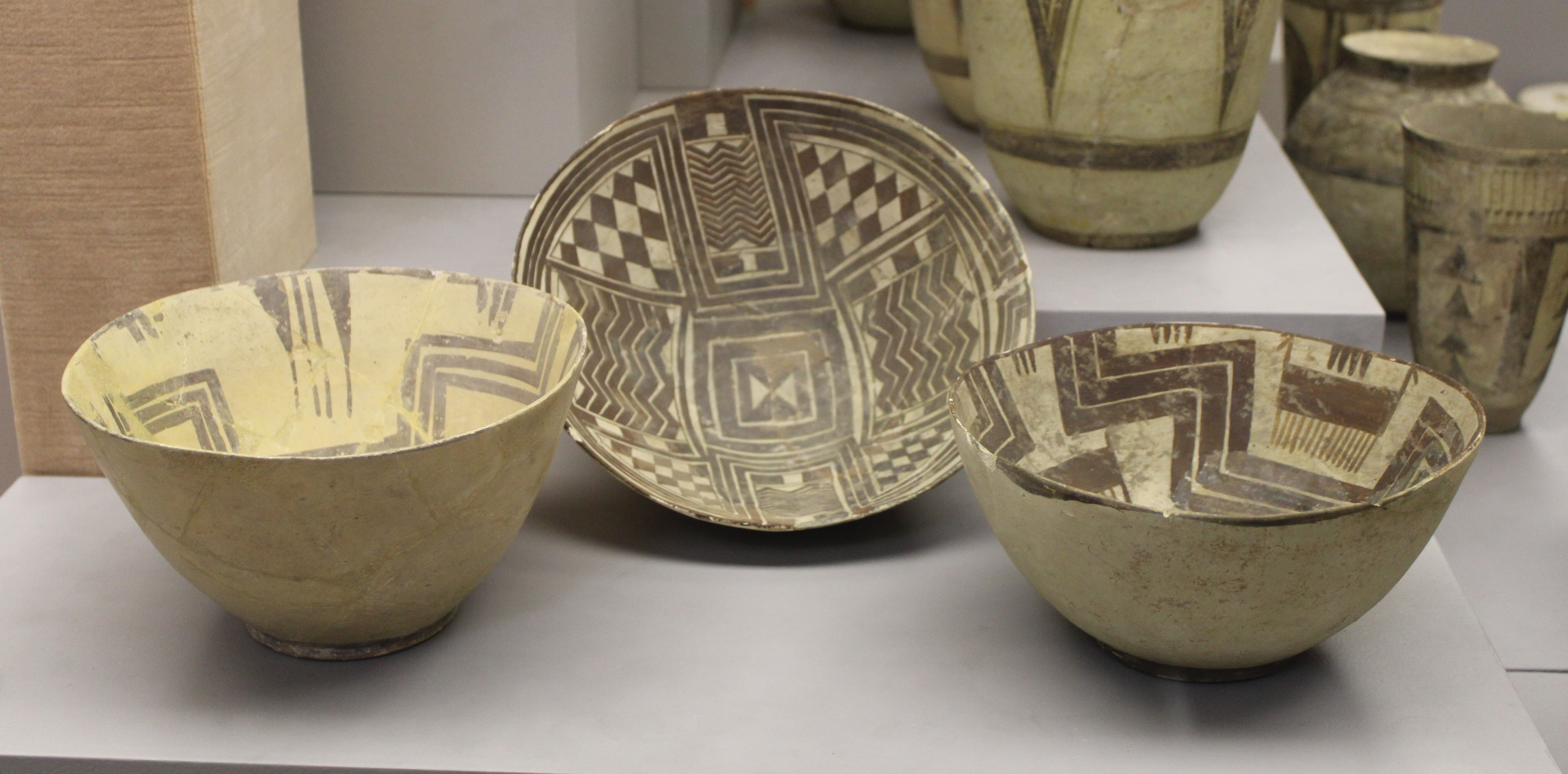
Vasijas pintadas, motivos geométricos y animales estilizados.
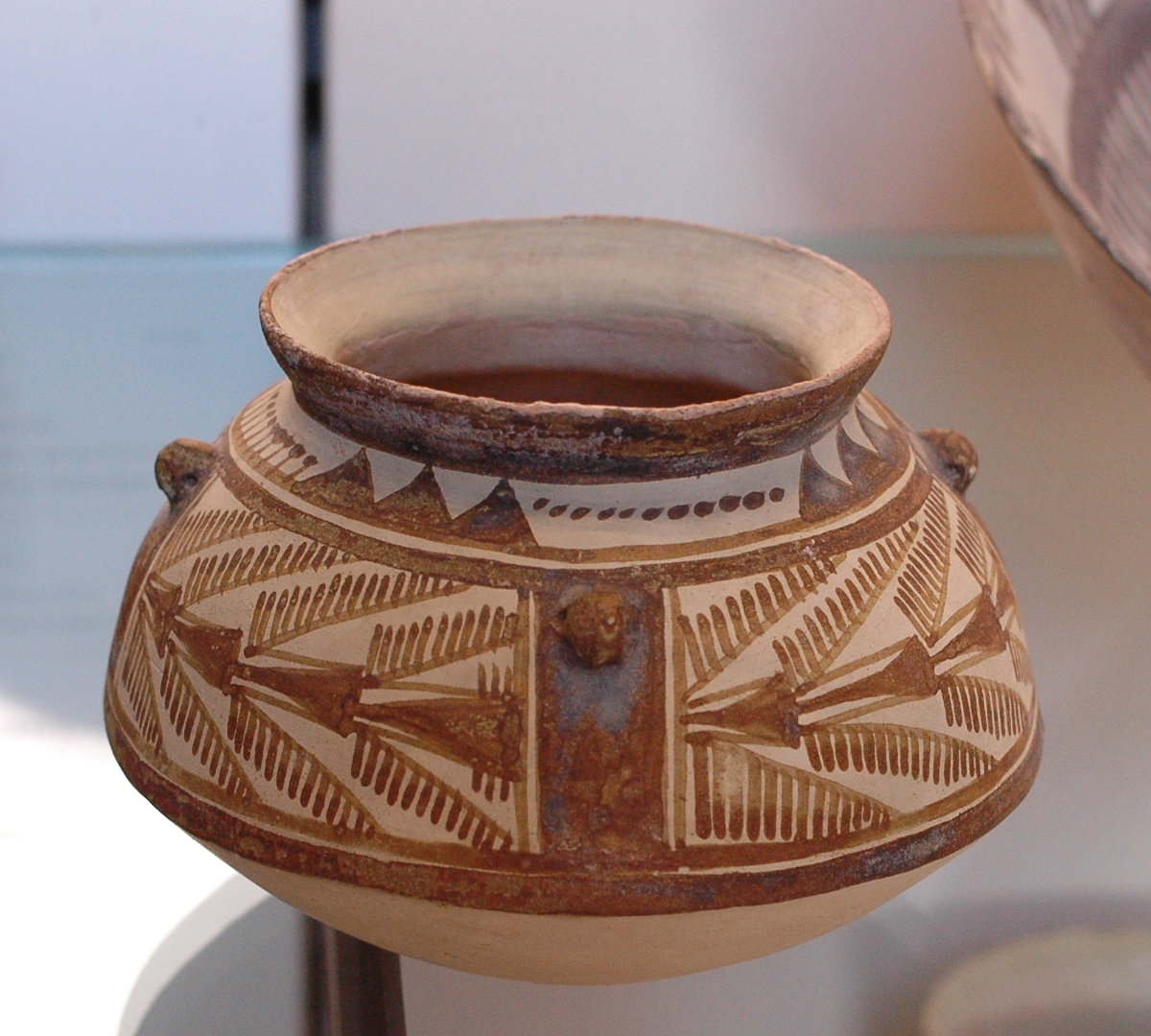
Jarrón carenado con aves zancudas y aves de alas desplegadas.
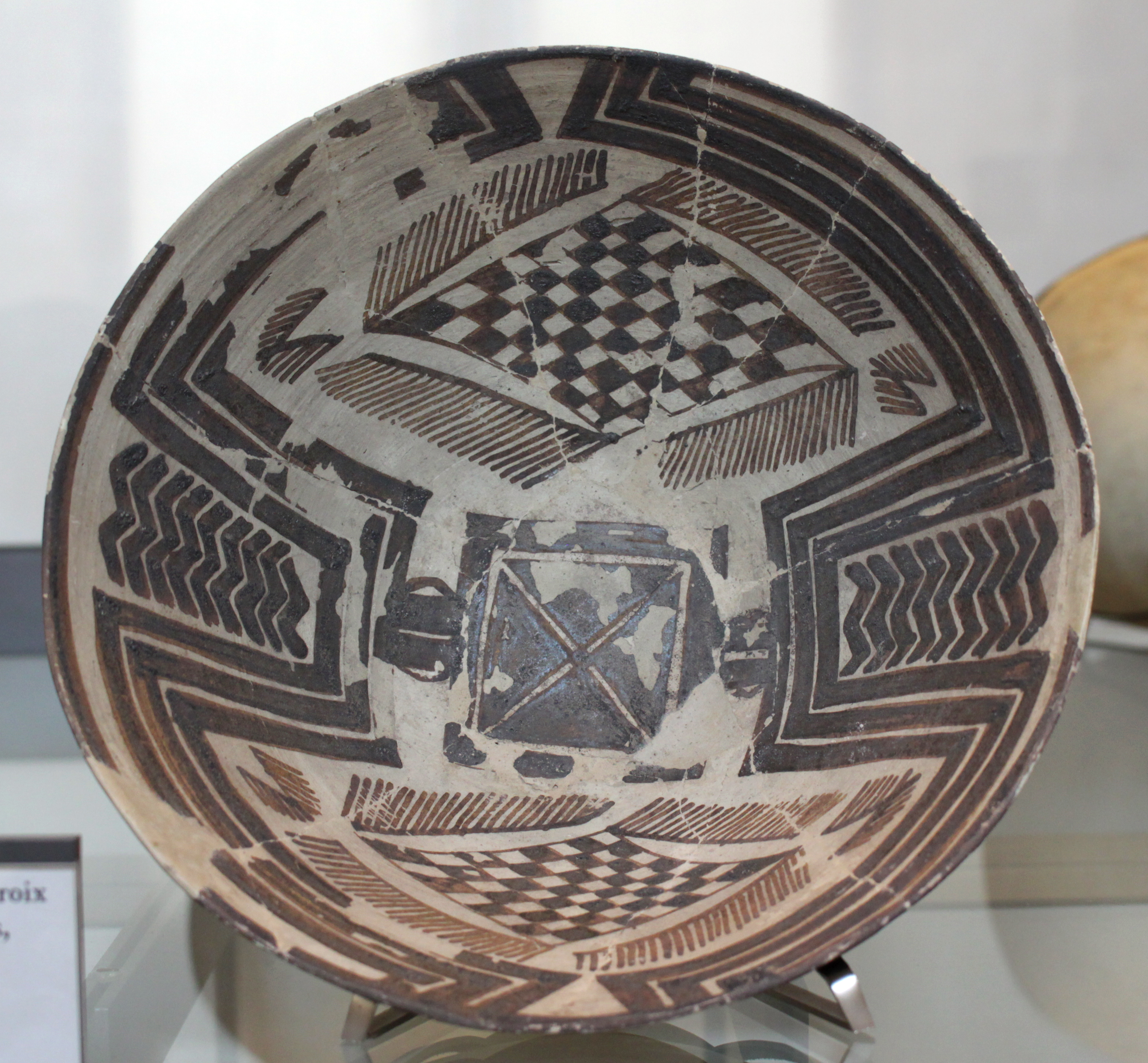
Plato con decoración geométrica.

## Glíptica

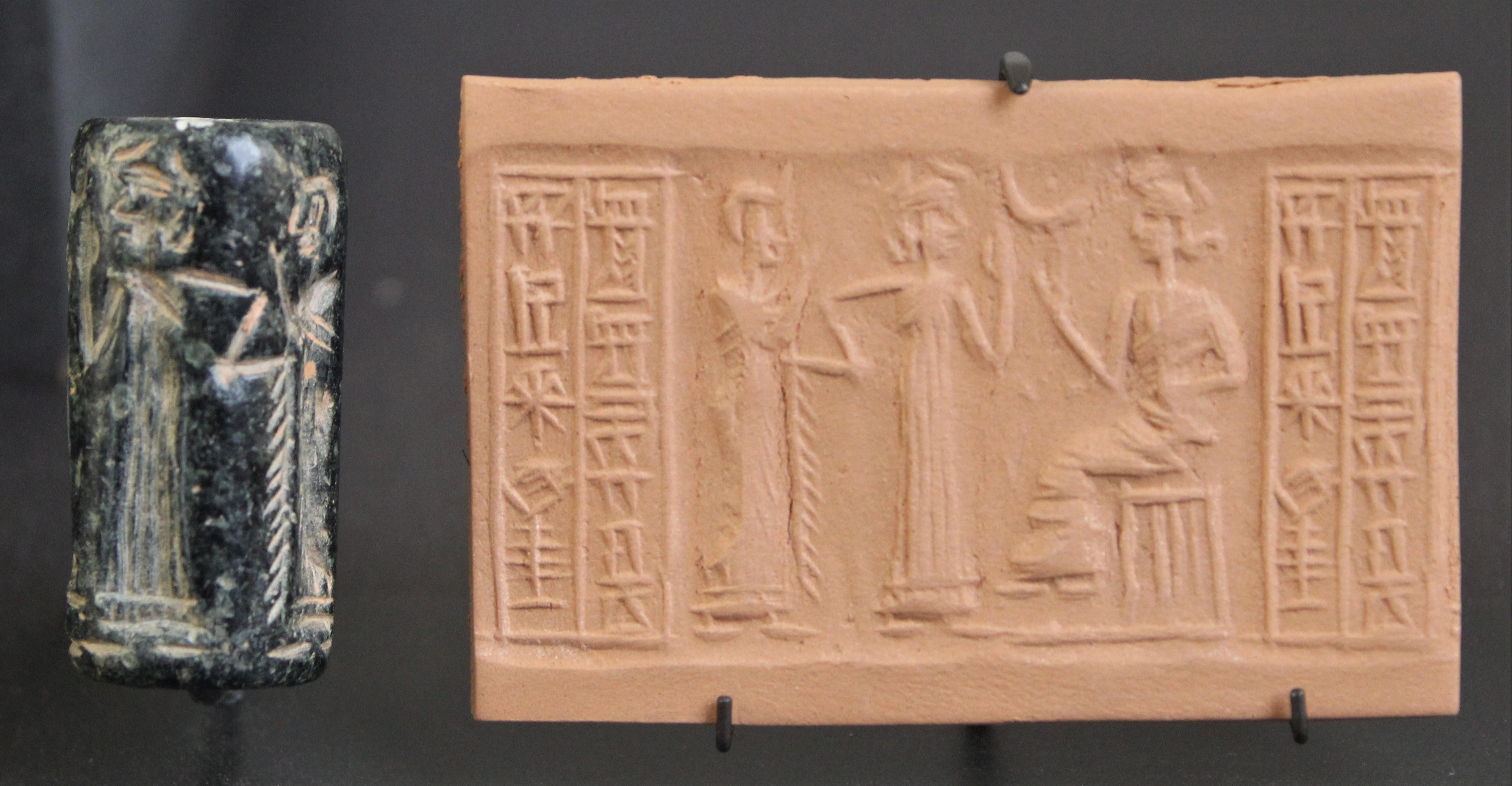
Sello cilíndrico de piedra caliza que representa una escena de presentación ante una diosa. Inscripción: "Dadaia, hijo de Abba, hijo de Ur-X". Susa (Irán). Período elamita antiguo, c. 2000-1500 a. C.

Los sellos cilíndricos protoelamitas aunque muestran fuertes influencias mesopotámicas presentaban diseños característicamente distintos a los de los sellos del período tardío de Uruk. Además, el arte glíptico protoelamita refleja una notable homogeneidad cultural entre las principales estructuras políticas del oeste, centro y este de Irán.El arte elamita presenta un estilo glíptico distintivo, a menudo denominado "elamita popular" o "anshanita". Este estilo se caracteriza por la representación de figuras femeninas con vestidos tipo crinolina, es decir, vestimentas con faldas voluminosas y campaniformes, similares a los observados en recipientes de metal.La glíptica de finales del período neoelamita muestra nuevas tendencias, con figuras más estilizadas y cercanas al estilo persa. La supervivencia de sellos neo-elamitas durante el período aqueménida se evidencia por impresiones en textos de Persépolis.

## Orfebrería y joyería
La joyería elamita se distinguía por el uso de materiales como el oro, la plata y el electrum, una aleación de ambos metales, además de piedras preciosas como el lapislázuli. El oro empleado solía contener entre un 15 % y un 40 % de plata, lo que sugiere la importación de oro aluvial del este. Sus orfebres dominaban diversas técnicas, entre ellas el repujado, la filigrana, la granulación y la cera perdida para la fundición. En cuanto al estilo, las piezas combinaban formas elegantes con ocasionales influencias mesopotámicas en su elaboración.
Los elamitas desarrollaron una sofisticada orfebrería que abarcaba diversas categorías de objetos. Entre las joyas, Las piezas más representativas incluían anillos, brazaletes, colgantes y adornos ceremoniales. En Jubaji y Arjan se hallaron anillos de oro con terminaciones abiertas en forma de disco ampliado, uno de ellos con una inscripción real. Los brazaletes, frecuentes en tumbas neoelamitas, presentaban terminales con cabezas de animales. También se han documentado colgantes de discos de plata y oro decorados con rayos en relieve, así como perlas de oro en forma de diamante encontradas en las tumbas de Ram Hormuz. Entre los hallazgos notables se encuentran las piezas de betún cubiertas con láminas de plata y oro de Haft Tepe, que evidencian la diversidad de materiales y técnicas empleadas en la ornamentación elamita. También producían lujosas vasijas y recipientes de oro y plata, elaborados con gran refinamiento. En el ámbito militar y ritual, los puñales con pomos lunares y vainas decoradas eran característicos de su orfebrería ceremonial. Además, creaban figurillas de oro y plata que representaban animales o deidades, reflejando su cosmovisión y creencias religiosas.
Aunque recibió influencias mesopotámicas, la joyería elamita desarrolló una identidad propia. Más allá de su atractivo estético, estos ornamentos reflejaban el estatus y la riqueza de sus portadores, pues el oro y la plata simbolizaban poder y prestigio, estando presentes en la vida cotidiana, ceremonias y rituales funerarios. Además, ciertos anillos sugieren que algunos de estos objetos pudieron haber adornado coronas divinas, reforzando su vínculo con lo sagrado.

Objetos de oro de la tumba de Jubaji, primera mitad del siglo VI a.C.
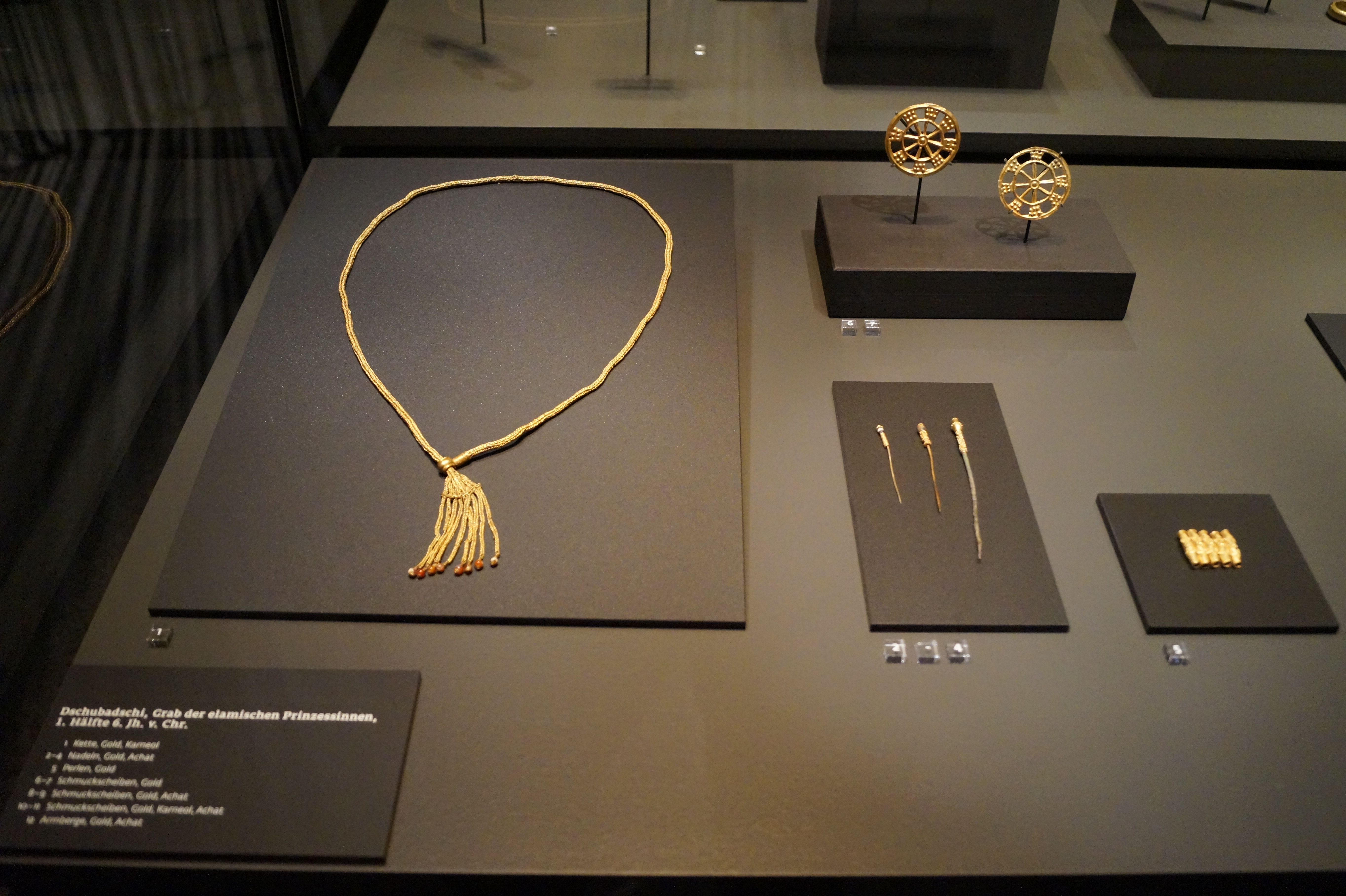
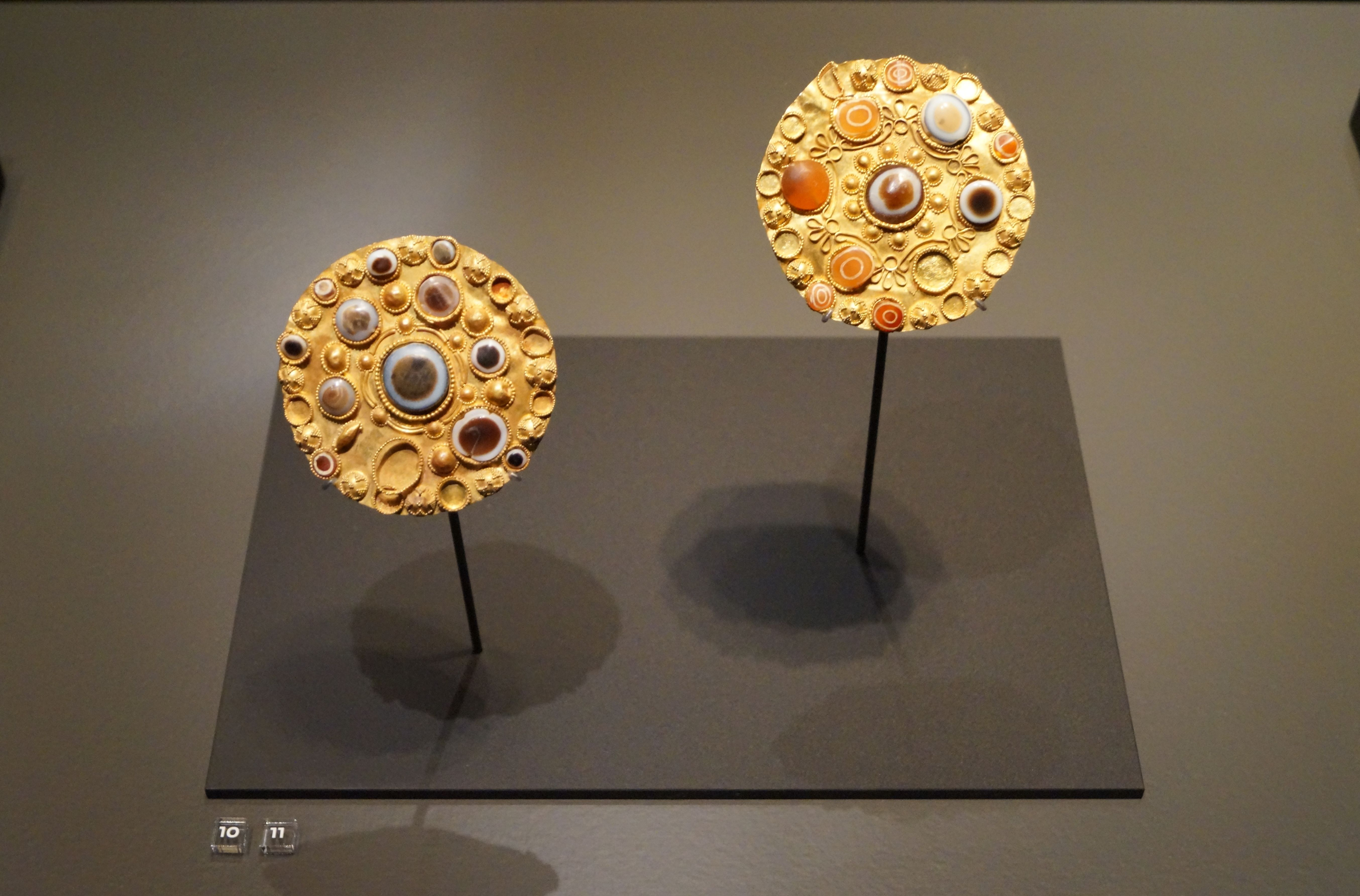
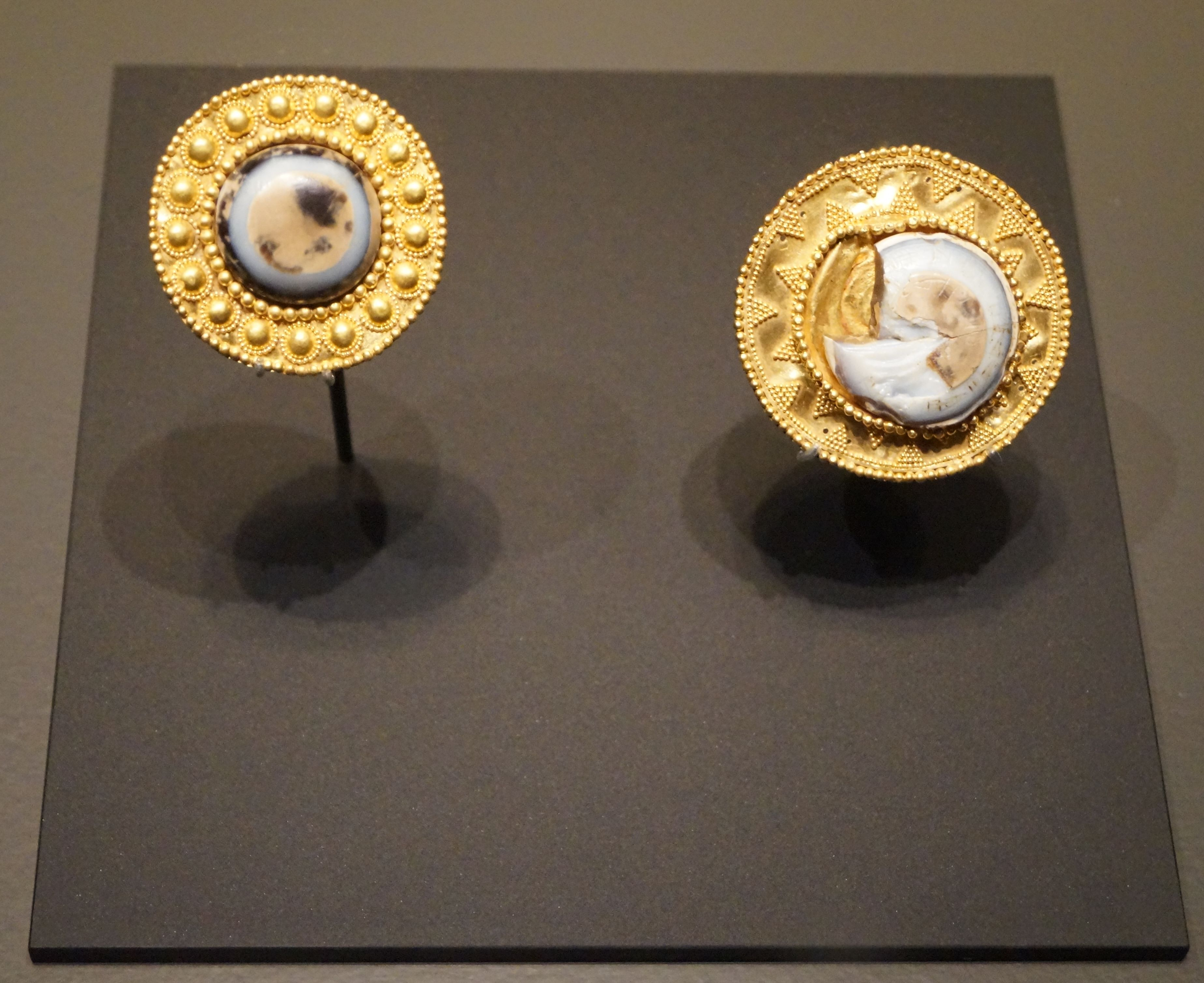
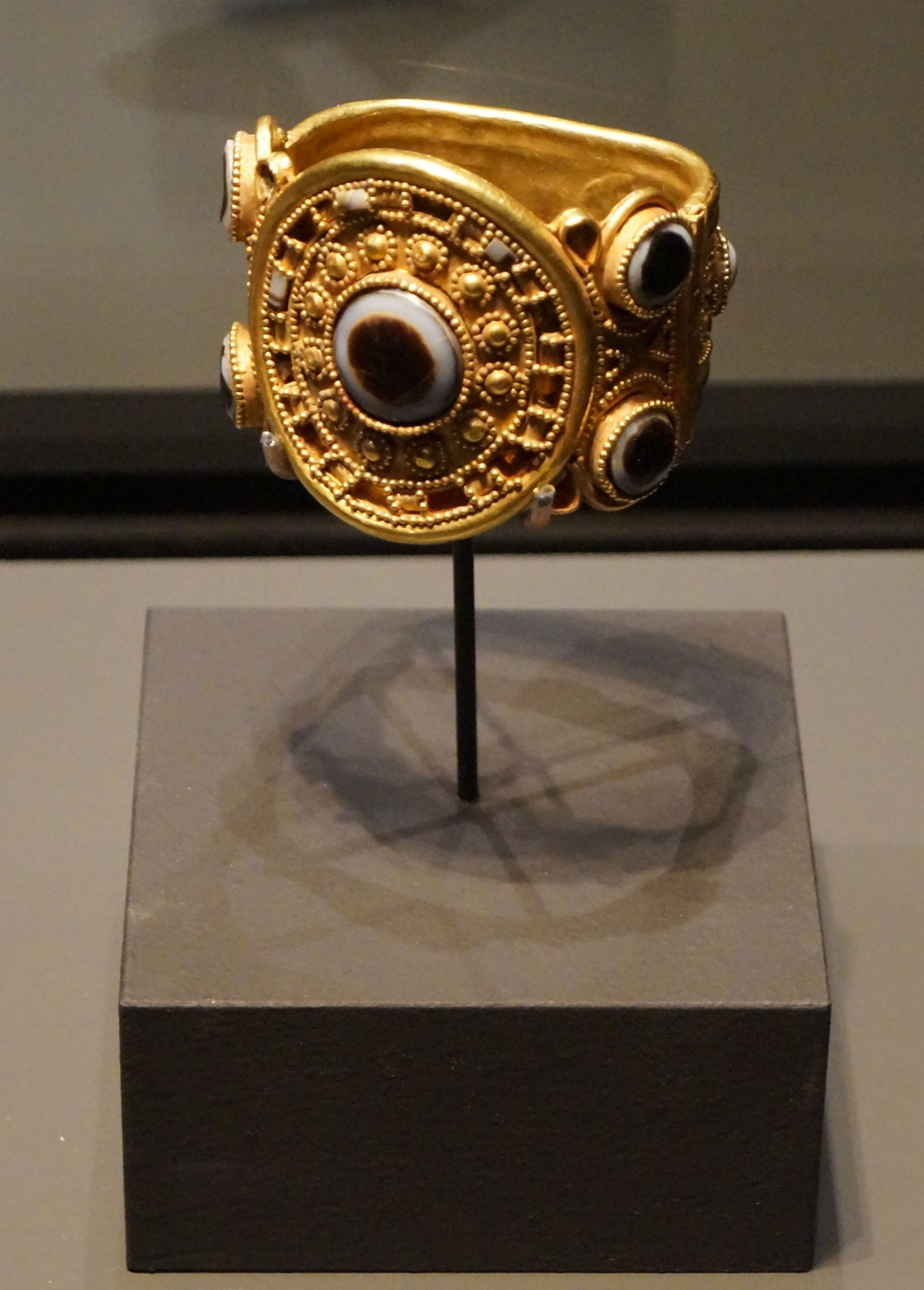

## Obras destacadas
El arte elamita ha dejado un legado de obras maestras que destacan por su belleza, técnica y significado cultural. Estas piezas, que abarcan desde esculturas monumentales hasta objetos decorativos:

#### Estatua de la Reina Napir-Asu
Elaborada en bronce mediante la técnica de la cera perdida, esta escultura del siglo XIII a. C. mide aproximadamente 1,30 metros de altura y representa a la reina Napir-Asu con un vestido ricamente ornamentado, reflejando su estatus y autoridad. Destaca tanto por su tamaño y el dominio técnico en su fabricación como por su profundo simbolismo político y religioso, pues no solo legitimaba el poder de la reina, sino que también reforzaba su vínculo con lo divino.

#### Complejo de Chogha Zanbil
Construido alrededor del 1250 a. C. bajo el reinado de Untash-Napirisha, Chogha Zanbil es uno de los ejemplos más impresionantes de la arquitectura elamita. Este majestuoso zigurat, dedicado al dios Inshushinak, originalmente constaba de cinco niveles escalonados y estaba decorado con ladrillos vidriados en tonos azul y verde. Este complejo religioso refleja la sofisticación constructiva de los elamitas y su profundo sentido de lo sagrado.

#### Estatua de la Diosa Narundi
Tallada en piedra, esta escultura del periodo medio elamita (c. 1600–1100 a. C.) representa a la diosa Narundi sentada en un trono, con un tocado elaborado y rasgos faciales meticulosamente esculpidos. Su detallada ejecución refleja tanto la importancia de la religión en la sociedad elamita como la destreza artística de sus creadores para plasmar representaciones realistas y simbólicas de las deidades.

#### Kul-e Farah
Los relieves de Kul-e Farah, fechados en el periodo neoelamita (c. 1100–539 a. C.), representan escenas religiosas y ceremoniales en las que aparecen deidades y figuras en actitud de adoración. Su importancia radica en la evidencia que proporcionan sobre la continuidad de las tradiciones espirituales elamitas y su estrecha relación con el entorno natural, integrando el arte monumental en el paisaje de manera significativa.

#### Cerámica pintada de Susa
Estas vasijas, fechadas en el periodo antiguo elamita (c. 2700–1600 a. C.), presentan una decoración en rojo y negro sobre fondo claro, con motivos geométricos y figurativos. La cerámica de Susa destaca por la diversidad de sus diseños y su valor como testimonio de la vida cotidiana y las creencias religiosas de los elamitas, proporcionando información clave sobre su cultura y simbolismo.

#### Orfebreria del tesoro del templo de Inshushinak
El tesoro del templo de Inshushinak, descubierto en Susa, es una de las colecciones más destacadas de la orfebrería elamita, con objetos de oro, plata y bronce elaborados mediante técnicas avanzadas como el repujado y la filigrana. Compuesto por joyas, vasijas y estatuillas votivas, refleja la riqueza, el refinamiento artístico y la profunda religiosidad de esta civilización.

#### Sellos Cilíndricos
Los sellos cilíndricos elamitas, tallados en piedra o cerámica, se utilizaban para imprimir diseños en arcilla húmeda, desempeñando un papel crucial en la administración y la vida cotidiana. Estos objetos, que abarcan distintos periodos de la historia elamita, presentan una amplia variedad de motivos, desde escenas religiosas y animales sagrados hasta representaciones de la vida cotidiana. Su importancia radica en la valiosa información que proporcionan sobre las creencias, prácticas burocráticas e interacciones culturales de los elamitas, evidenciando la complejidad de su sociedad.

## Legado e influencia

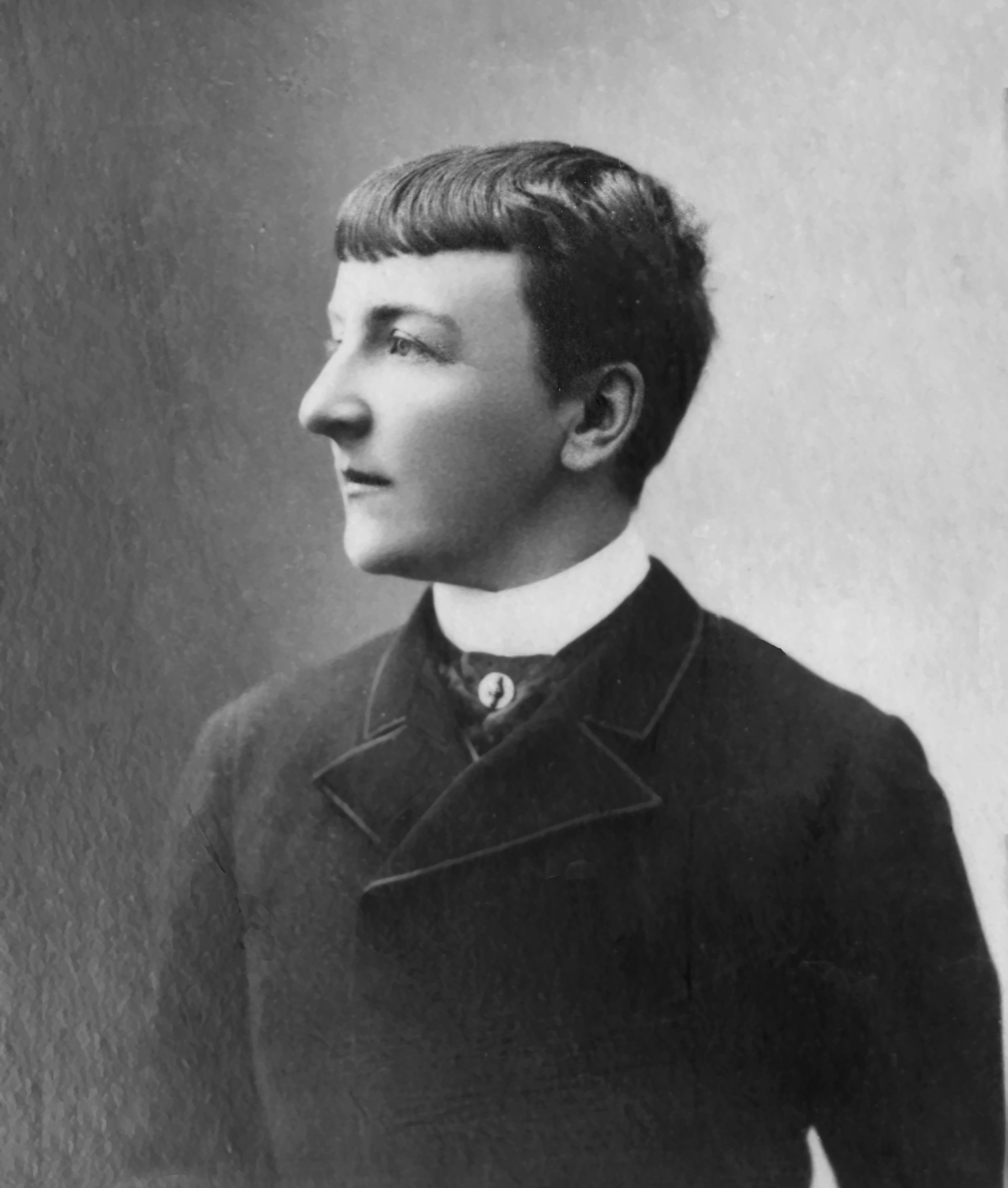
Jane Dieulafoy, participante en las excavaciones arqueológicas de Susa.

Aunque menos conocido que el de otras civilizaciones antiguas como la mesopotámica o la egipcia, el arte elamita dejó un legado significativo que influyó en culturas posteriores y contribuyó al desarrollo artístico del antiguo Oriente Próximo. Su impacto se refleja en la arquitectura, la escultura y las artes decorativas de civilizaciones como la persa aqueménida y la parta.

#### Influencia en el arte persa aqueménida
El patrimonio artístico elamita proporcionó principios básicos de fabricación, artísticos e ideológicos para la génesis del arte persa y la representación del poder real persa. La influencia elamita en el arte y la cultura aqueménida se refleja en el idioma, la escritura, la iconografía y la arquitectura. La adopción del elamita en la epigrafía monumental y la integración de elementos visuales y administrativos evidencian una continuidad ideológica y un proceso de aculturación en el suroeste de Irán.
El arte aqueménida combinó apropiación y adaptación de tradiciones elamitas, visibles en la escultura palaciega, la metalistería de Arjan y Ram Hormuz, y los relieves de roca. Elementos como los ladrillos vidriados, los toros capiteles y la vestimenta real reflejan esta herencia. La revitalización de motivos como el grifo en los siglos VII y VI a. C. consolidó un Elam renovado dentro de la identidad persa, proyectando un mensaje de unidad y estabilidad bajo el Gran Rey.

#### Redescubrimiento y estudios contemporáneos
El arte elamita fue redescubierto en el siglo XIX gracias a las excavaciones arqueológicas en sitios como Susa y Chogha Zanbil. Estas excavaciones, llevadas a cabo por arqueólogos como el matrimonio Marcel y Jane Dieulafoy y Roman Ghirshman, revelaron la riqueza y complejidad del arte elamita, atrayendo la atención de académicos y museos de todo el mundo. Hoy en día, el estudio del arte elamita es fundamental para comprender la historia y la cultura del antiguo Oriente Próximo, y sus obras se exhiben en museos como el Louvre en París y el Museo Nacional de Irán en Teherán.